# Omolabus thoracalis
Omolabus thoracalis es una especie de coleóptero de la familia Attelabidae.

## Distribución geográfica
Habita en Brasil.